# Ratzeburg
Ratzeburg (ˈʁatsəbʊʁk) er en by i delstaten Slesvig-Holsten i det nordlige Tyskland med 13.830 indbyggere (30. Sep. 2006)[kilde mangler] og et areal på 30,29 km².
Byen er administrationsby for amtskredsen Lauenburg. Den ligger idyllisk i Naturpark Lauenburgische Seen.

## Geografi
Ratzeburgs gamle centrum og Ratzeburg Domkirke ligger på en ø i Ratzeburger See. Byen ligger omkring 20 km syd for Lübeck tæt ved Alte Salzstrasse – den gamle saltvej mellem Lübeck og Lüneburg. Vejen fra Bad Oldesloe til Schwerin går gennem byen, som inden genforeningen af de to tyske stater i 1989 lå tæt ved grænsen til DDR. Byen indgår i Metropolregion Hamburg.

## Historie
Ratzeburg blev grundlagt i 1000-tallet som Racisburg. Ifølge traditionen stammer byens navn fra den vendiske fyrste Ratibor af Polaberne, der havde kaldenavnet Ratse. I 1044 kom kristne missionærer under ledelse af munken Ansverus og opførte et kloster. Det blev ødelagt i en hedensk opstand i 1066, hvorunder munkene blev stenet til døde. I dag minder monumenter for missionærerne i to af byens kirker om begivenheden. Ansverus blev kanoniseret i 1100-tallet, og hans relikvier blev gravsat i Ratzeburg Domkirke.
Henrik Løve, hertug af Sachsen, overtog herredømmet over byen i 1143 og stiftede bispedømmet Ratzeburg i 1154. Han stod for opførelsen af den senromanske domkirke i typisk nordtysk teglstensstil. Henrik Løve opførte tilsvarende Lübeck Domkirke og Braunschweig Domkirke.
Fra 1180 var bispedømmet Ratzeburg et fyrstebispedømme, hvor biskoppen af Ratzeburg også udøvede den verdslige magt i en del af sit bispedømme, og som sådan havde stemmeret ved Rigsdagen i det Tysk-romerske rige. Fyrstebispedømmet Ratzeburg var den sidste katolske stat i Nordtyskland. Efter fyrstebiskop Georg von Blumenthals død i 1550 konverterede det til lutheranismen i 1554.
Selv om byen Ratzeburg hørte under bispedømmet Ratzeburg, var den ikke en del af fyrstebispedømmet, men en del af Hertugdømmet Sachsen. Ved dets arvedeling omkring 1296 blev byen en del af Hertugdømmet Sachsen-Lauenburg til dets ophør i 1876. Ratzeburg var en overgang den største by i Sachsen-Lauenburg. Her blev den  svenske dronning Katarina af Sachsen-Lauenburg født.
Indbyggertallet var 2.855 i 1840, i 1845 3.037, i 1855 3.760  og i 1860 3.989.

## Politik

### Regerende borgmestre i  Ratzeburg1872til2009
- 1872-1896: Gustav Heinrich Friedrich Hornborstel
- 1897-1909: Friedrich Tronier
- 1909-1925: Friedrich Goecke
- 1926-1938: Karl Saalfeld
- 1938-1939: Karl Michaelis
- 1939-1945: Max Stelter
- 1945-1946: Karl Kiesewetter
- 1946-1962: Otto Hofer
- 1962-1968: Friedhelm Schöber
- 1968-1989: Peter Schmidt
- 1989-2001: Bernd Zukowski
- 2001-2007: Michael Ziethen
- 2007: Rainer Voß

## Venskabsbyer
| Frankrig | Châtillon, Frankrig | Belgien | Esneux, Belgien | Belgien | Walcourt, Belgien |
| Sverige  | Strängnäs, Sverige  | Danmark | Ribe, Danmark   | Polen   | Sopot, Polen      |